# Campionati mondiali di slittino

I campionati mondiali di slittino sono una competizione sportiva organizzata dalla Federazione Internazionale Slittino (FIL) in cui si assegnano i titoli mondiali nelle diverse specialità dello slittino. Si disputano ogni anno, ad eccezione degli anni olimpici, per evitare la concomitanza con i Giochi olimpici invernali.
I primi campionati mondiali si disputarono nel 1955 nelle discipline del singolo maschile e femminile e del doppio. Dal 1989 venne introdotta nel calendario delle competizioni anche la gara a squadre, dal 2016 vennero istituiti anche i titoli dello sprint singolo, sia maschile sia femminile, e doppio; dal 2022 fu introdotta la prova del doppio femminile e dal 2025 le prove sprint vennero sostituite dalle staffette miste.
Per un breve periodo, e precisamente dal 1981 al 1989, la frequenza della manifestazione divenne biennale, ma successivamente la federazione riportò nuovamente i campionati a cadenza annuale, tranne quando si disputano i Giochi olimpici invernali, anni nei quali non si compete per il titolo iridato. Le gare dei campionati mondiali non sono valide per la classifica di Coppa del Mondo.
Tra tutti gli atleti laureatisi campioni del mondo solamente Fritz Nachmann, Thomas Köhler, Hans Rinn e Paul Hildgartner sono riusciti a conquistare il titolo iridato sia nella disciplina del doppio che del singolo. Maria Isser, Janina Susczewska e Halina Lacheta sono state invece le sole donne capaci di conquistare una medaglia mondiale nel doppio nell'era open.
Dei 208 titoli assegnati a tutto il 2025 soltanto in quattro occasioni la medaglia d'oro è andata ad un atleta che non rappresentasse una nazione europea: il primo fu Miroslav Zajonc nel singolo uomini nel 1983 in rappresentanza del Canada, anche se a tutti gli effetti atleta di scuola europea in quanto nato e cresciuto in Cecoslovacchia che, dopo aver chiesto asilo politico in Austria nel 1981, si trasferì successivamente nel continente americano. Il secondo alloro fu conquistato dallo statunitense Wendel Suckow sempre nel singolo uomini nel 1993 e gli altri due iridi sono stati ottenuti dall'altra nord americana Erin Hamlin nel singolo femminile nel 2009 e nel singolo sprint nel 2017.

## Albo d'oro

### Singolo donne
| Anno | Luogo                  | Oro                                 | Argento                             | Bronzo                              |
| ---- | ---------------------- | ----------------------------------- | ----------------------------------- | ----------------------------------- |
| 1955 | Oslo                   | Karla Kienzl Austria                | Maria Isser Austria                 | Marianne Bauer Germania Ovest       |
| 1956 |                        | Non disputati                       | Non disputati                       | Non disputati                       |
| 1957 | Davos                  | Maria Isser Austria                 | Helga Müller Germania Ovest         | Brigitte Fink Italia                |
| 1958 | Krynica-Zdrój          | Maria Semczyszak Polonia            | Helena Boettcher Polonia            | Barbara Gorgón Polonia              |
| 1959 | Villard-de-Lans        | Elly Lieber Austria                 | Maria Isser Austria                 | Agnes Neuerer Austria               |
| 1960 | Garmisch-Partenkirchen | Maria Isser Austria                 | Hanni Possmoser Austria             | Erika Leitner Italia                |
| 1961 | Girenbad               | Elisabeth Nagele Svizzera           | Marianne Winkler Germania Ovest     | Helene Thurner Austria              |
| 1962 | Krynica-Zdrój          | Ilse Geisler Germania Est           | Gerda Rieser-Cegnar Austria         | Danuta Nycz Polonia                 |
| 1963 | Imst                   | Ilse Geisler Germania Est           | Helene Thurner Austria              | Janina Susczewska Polonia           |
| 1965 | Davos                  | Ortrun Enderlein Germania Est       | Petra Tierlich Germania Est         | Ilse Geisler Germania Est           |
| 1966 | Friedrichroda          | Non disputati                       | Non disputati                       | Non disputati                       |
| 1967 | Hammarstrand           | Ortrun Enderlein Germania Est       | Petra Tierlich Germania Est         | Helene Thurner Austria              |
| 1969 | Schönau am Königssee   | Petra Tierlich Germania Est         | Anna-Maria Müller Germania Est      | Christina Schmuck Germania Ovest    |
| 1970 | Schönau am Königssee   | Barbara Piecha Polonia              | Christina Schmuck Germania Ovest    | Elisabeth Demleitner Germania Ovest |
| 1971 | Valdaora               | Elisabeth Demleitner Germania Ovest | Erika Lechner Italia                | Barbara Piecha Polonia              |
| 1973 | Oberhof                | Margit Schumann Germania Est        | Ute Rührold Germania Est            | Eva-Maria Wernicke Germania Est     |
| 1974 | Schönau am Königssee   | Margit Schumann Germania Est        | Elisabeth Demleitner Germania Ovest | Ute Rührold Germania Est            |
| 1975 | Hammarstrand           | Margit Schumann Germania Est        | Ute Rührold Germania Est            | Dana Spálenská Cecoslovacchia       |
| 1977 | Igls                   | Margit Schumann Germania Est        | Vera Zozulja Unione Sovietica       | Margit Graf Austria                 |
| 1978 | Imst                   | Vera Zozulja Unione Sovietica       | Andrea Fendt Germania Ovest         | Angelika Schafferer Austria         |
| 1979 | Schönau am Königssee   | Melitta Sollmann Germania Est       | Elisabeth Demleitner Germania Ovest | Marie-Luise Rainer Italia           |
| 1981 | Hammarstrand           | Melitta Sollmann Germania Est       | Bettina Schmidt Germania Est        | Vera Zozulja Unione Sovietica       |
| 1983 | Lake Placid            | Steffi Martin Germania Est          | Melitta Sollmann Germania Est       | Ute Oberhoffner Germania Est        |
| 1985 | Oberhof                | Steffi Martin Germania Est          | Cerstin Schmidt Germania Est        | Birgit Weise Germania Est           |
| 1987 | Igls                   | Cerstin Schmidt Germania Est        | Gabriele Kohlisch Germania Est      | Ute Oberhoffner Germania Est        |
| 1989 | Winterberg             | Susi Erdmann Germania Est           | Gerda Weissensteiner Italia         | Ute Oberhoffner Germania Est        |
| 1990 | Calgary                | Gabriele Kohlisch Germania Est      | Julija Antipova Unione Sovietica    | Jana Bode Germania Ovest            |
| 1991 | Winterberg             | Susi Erdmann Germania               | Gabriele Kohlisch Germania          | Jana Bode Germania                  |
| 1993 | Calgary                | Gerda Weissensteiner Italia         | Gabriele Kohlisch Germania          | Doris Neuner Austria                |
| 1995 | Lillehammer            | Gabriele Kohlisch Germania          | Susi Erdmann Germania               | Gerda Weissensteiner Italia         |
| 1996 | Altenberg              | Jana Bode Germania                  | Susi Erdmann Germania               | Gerda Weissensteiner Italia         |
| 1997 | Igls                   | Susi Erdmann Germania               | Jana Bode Germania                  | Angelika Neuner Austria             |
| 1999 | Schönau am Königssee   | Sonja Wiedemann Germania            | Barbara Niedernhuber Germania       | Sylke Otto Germania                 |
| 2000 | Sankt Moritz           | Sylke Otto Germania                 | Barbara Niedernhuber Germania       | Sonja Wiedemann Germania            |
| 2001 | Calgary                | Sylke Otto Germania                 | Silke Kraushaar Germania            | Barbara Niedernhuber Germania       |
| 2003 | Sigulda                | Sylke Otto Germania                 | Silke Kraushaar Germania            | Barbara Niedernhuber Germania       |
| 2004 | Nagano                 | Silke Kraushaar Germania            | Barbara Niedernhuber Germania       | Sylke Otto Germania                 |
| 2005 | Park City              | Sylke Otto Germania                 | Barbara Niedernhuber Germania       | Anke Wischnewski Germania           |
| 2007 | Igls                   | Tatjana Hüfner Germania             | Anke Wischnewski Germania           | Silke Kraushaar-Pielach Germania    |
| 2008 | Oberhof                | Tatjana Hüfner Germania             | Natalie Geisenberger Germania       | Silke Kraushaar-Pielach Germania    |
| 2009 | Lake Placid            | Erin Hamlin Stati Uniti             | Natalie Geisenberger Germania       | Natalija Jakušenko Ucraina          |
| 2011 | Cesana Torinese        | Tatjana Hüfner Germania             | Natalie Geisenberger Germania       | Alex Gough Canada                   |
| 2012 | Altenberg              | Tatjana Hüfner Germania             | Tat'jana Ivanova Russia             | Natalie Geisenberger Germania       |
| 2013 | Whistler               | Natalie Geisenberger Germania       | Tatjana Hüfner Germania             | Alex Gough Canada                   |
| 2015 | Sigulda                | Natalie Geisenberger Germania       | Tat'jana Ivanova Russia             | Tatjana Hüfner Germania             |
| 2016 | Schönau am Königssee   | Natalie Geisenberger Germania       | Martina Kocher Svizzera             | Tat'jana Ivanova Russia             |
| 2017 | Igls                   | Tatjana Hüfner Germania             | Erin Hamlin Stati Uniti             | Kimberley McRae Canada              |
| 2019 | Winterberg             | Natalie Geisenberger Germania       | Julia Taubitz Germania              | Emily Sweeney Stati Uniti           |
| 2020 | Soči                   | Ekaterina Katnikova Russia          | Julia Taubitz Germania              | Viktorija Demčenko Russia           |
| 2021 | Schönau am Königssee   | Julia Taubitz Germania              | Natalie Geisenberger Germania       | Dajana Eitberger Germania           |
| 2023 | Oberhof                | Anna Berreiter Germania             | Julia Taubitz Germania              | Dajana Eitberger Germania           |
| 2024 | Altenberg              | Lisa Schulte Austria                | Julia Taubitz Germania              | Madeleine Egle Austria              |
| 2025 | Whistler               | Julia Taubitz Germania              | Merle Fräbel Germania               | Emily Sweeney Stati Uniti           |

### Singolo uomini
| Anno | Luogo                  | Oro                                         | Argento                            | Bronzo                             |
| ---- | ---------------------- | ------------------------------------------- | ---------------------------------- | ---------------------------------- |
| 1955 | Oslo                   | Anton Salvesen Norvegia                     | Josef Thaler Austria               | Josef Isser Austria                |
| 1956 |                        | Non disputati                               | Non disputati                      | Non disputati                      |
| 1957 | Davos                  | Hans Schaller Germania Ovest                | Bibi Torriani Svizzera             | Erich Raffl Austria                |
| 1958 | Krynica-Zdrój          | Jerzy Wojnar Polonia                        | Ryszard Pędrak Polonia             | Reinhold Frosch Austria            |
| 1959 | Villard-de-Lans        | Herbert Thaler Austria                      | Josef Feistmantl Austria           | David Moroder Italia               |
| 1960 | Garmisch-Partenkirchen | Helmut Berndt Germania Ovest                | Reinhold Frosch Austria            | Hans Plenk Germania Ovest          |
| 1961 | Girenbad               | Jerzy Wojnar Polonia                        | Hans Plenk Germania Ovest          | Reinhold Senn Austria              |
| 1962 | Krynica-Zdrój          | Thomas Köhler Germania Est                  | Jerzy Wojnar Polonia               | Jochen Asche Germania Est          |
| 1963 | Imst                   | Fritz Nachmann Germania Ovest               | Hans Plenk Germania Ovest          | Klaus-Michael Bonsack Germania Est |
| 1965 | Davos                  | Hans Plenk Germania Ovest                   | Mieczysław Pawełkiewicz Polonia    | Giovanni Graber Italia             |
| 1966 | Friedrichroda          | Non disputati                               | Non disputati                      | Non disputati                      |
| 1967 | Hammarstrand           | Thomas Köhler Germania Est                  | Klaus-Michael Bonsack Germania Est | Josef Feistmantl Austria           |
| 1969 | Schönau am Königssee   | Josef Feistmantl Austria                    | Manfred Schmid Austria             | Wolfgang Scheidel Germania Est     |
| 1970 | Schönau am Königssee   | Josef Fendt Germania Ovest                  | Josef Feistmantl Austria           | Wolfgang Scheidel Germania Est     |
| 1971 | Valdaora               | Karl Brunner Italia                         | Leonhard Nagenrauft Germania Ovest | Josef Feistmantl Austria           |
| 1973 | Oberhof                | Hans Rinn Germania Est                      | Wolfram Fiedler Germania Est       | Harald Ehrig Germania Est          |
| 1974 | Schönau am Königssee   | Josef Fendt Germania Ovest                  | Hans Rinn Germania Est             | Horst Müller Germania Est          |
| 1975 | Hammarstrand           | Wolfram Fiedler Germania Est                | Manfred Schmid Austria             | Harald Ehrig Germania Est          |
| 1977 | Igls                   | Hans Rinn Germania Est                      | Horst Müller Germania Est          | Anton Winkler Germania Ovest       |
| 1978 | Imst                   | Paul Hildgartner Italia                     | Anton Winkler Germania Ovest       | Manfred Schmid Austria             |
| 1979 | Schönau am Königssee   | Dettlef Günther Germania Est                | Karl Brunner Italia                | Paul Hildgartner Italia            |
| 1981 | Hammarstrand           | Sergej Danilin Unione Sovietica             | Michael Walter Germania Est        | Ernst Haspinger Italia             |
| 1983 | Lake Placid            | Miroslav Zajonc Canada                      | Sergej Danilin Unione Sovietica    | Paul Hildgartner Italia            |
| 1985 | Oberhof                | Michael Walter Germania Est                 | Jörg Hoffmann Germania Est         | Jens Müller Germania Est           |
| 1987 | Igls                   | Markus Prock Austria                        | Jens Müller Germania Est           | Sergej Danilin Unione Sovietica    |
| 1989 | Winterberg             | Georg Hackl Germania Ovest                  | Jens Müller Germania Est           | Johannes Schettel Germania Ovest   |
| 1990 | Calgary                | Georg Hackl Germania Ovest                  | Markus Prock Austria               | Jens Müller Germania Est           |
| 1991 | Winterberg             | Arnold Huber Italia                         | Georg Hackl Germania               | Markus Prock Austria               |
| 1993 | Calgary                | Wendel Suckow Stati Uniti                   | Georg Hackl Germania               | Wilfried Huber Italia              |
| 1995 | Lillehammer            | Armin Zöggeler Italia                       | Georg Hackl Germania               | Markus Prock Austria               |
| 1996 | Altenberg              | Markus Prock Austria                        | Georg Hackl Germania               | Jens Müller Germania               |
| 1997 | Igls                   | Georg Hackl Germania                        | Markus Prock Austria               | Gerhard Gleirscher Austria         |
| 1999 | Schönau am Königssee   | Armin Zöggeler Italia                       | Jens Müller Germania               | Norbert Huber Italia               |
| 2000 | Sankt Moritz           | Jens Müller Germania                        | Armin Zöggeler Italia              | Georg Hackl Germania               |
| 2001 | Calgary                | Armin Zöggeler Italia                       | Georg Hackl Germania               | Markus Prock Austria               |
| 2003 | Sigulda                | Armin Zöggeler Italia                       | Mārtiņš Rubenis Lettonia           | Rainer Margreiter Austria          |
| 2004 | Nagano                 | David Möller Germania                       | Georg Hackl Germania               | Mārtiņš Rubenis Lettonia           |
| 2005 | Park City              | Armin Zöggeler Italia                       | Georg Hackl Germania               | David Möller Germania              |
| 2007 | Igls                   | David Möller Germania                       | Armin Zöggeler Italia              | Jan Eichhorn Germania              |
| 2008 | Oberhof                | Felix Loch Germania                         | David Möller Germania              | Andi Langenhan Germania            |
| 2009 | Lake Placid            | Felix Loch Germania                         | Armin Zöggeler Italia              | Daniel Pfister Austria             |
| 2011 | Cesana Torinese        | Armin Zöggeler Italia                       | Felix Loch Germania                | Andi Langenhan Germania            |
| 2012 | Altenberg              | Felix Loch Germania                         | Al'bert Demčenko Russia            | Armin Zöggeler Italia              |
| 2013 | Whistler               | Felix Loch Germania                         | Andi Langenhan Germania            | Johannes Ludwig Germania           |
| 2015 | Sigulda                | Semën Pavličenko Russia                     | Felix Loch Germania                | Wolfgang Kindl Austria             |
| 2016 | Schönau am Königssee   | Felix Loch Germania                         | Ralf Palik Germania                | Wolfgang Kindl Austria             |
| 2017 | Igls                   | Wolfgang Kindl Austria                      | Roman Repilov Russia               | Dominik Fischnaller Italia         |
| 2019 | Winterberg             | Felix Loch Germania                         | Reinhard Egger Austria             | Semën Pavličenko Russia            |
| 2020 | Soči                   | Roman Repilov Russia                        | Jonas Müller Austria               | Wolfgang Kindl Austria             |
| 2021 | Schönau am Königssee   | Roman Repilov Federazione Russa di Slittino | Felix Loch Germania                | David Gleirscher Austria           |
| 2023 | Oberhof                | Jonas Müller Austria                        | Max Langenhan Germania             | David Gleirscher Austria           |
| 2024 | Altenberg              | Max Langenhan Germania                      | Nico Gleirscher Austria            | Felix Loch Germania                |
| 2025 | Whistler               | Max Langenhan Germania                      | Felix Loch Germania                | Nico Gleirscher Austria            |

### Doppio
| Anno | Luogo                  | Oro                                                   | Argento                                               | Bronzo                                                |
| ---- | ---------------------- | ----------------------------------------------------- | ----------------------------------------------------- | ----------------------------------------------------- |
| 1955 | Oslo                   | Hans Krausner Josef Thaler Austria                    | Josef Isser Maria Isser Austria                       | Fritz Nachmann Josef Strillinger Germania Ovest       |
| 1956 |                        | Non disputati                                         | Non disputati                                         | Non disputati                                         |
| 1957 | Davos                  | Fritz Nachmann Josef Strillinger Germania Ovest       | Giorgio Pichler Hubert Ebner Italia                   | Erich Raffl Ewald Walch Austria                       |
| 1958 | Krynica-Zdrój          | Fritz Nachmann Josef Strillinger Germania Ovest       | Jerzy Koszla Janina Susczewska Polonia                | Ryszard Pędrak Halina Lacheta Polonia                 |
| 1959 | Villard-de-Lans        | Gara annullata a causa della pericolosità della pista | Gara annullata a causa della pericolosità della pista | Gara annullata a causa della pericolosità della pista |
| 1960 | Garmisch-Partenkirchen | Reinhold Frosch Ewald Walch Austria                   | Herbert Thaler Helmut Thaler Austria                  | Horst Tiedge Hans Plenk Germania Ovest                |
| 1961 | Girenbad               | Giorgio Pichler Karl Prinoth Italia                   | Giorgio Moroder Raimondo Prinoth Italia               | Josef Feistmantl Ludwig Gassner Austria               |
| 1962 | Krynica-Zdrój          | Giovanni Graber Giampaolo Ambrosi Italia              | Fritz Nachmann Max Leo Germania Ovest                 | Manfred Novotný Petr Škrabálek Cecoslovacchia         |
| 1963 | Imst                   | Ryszard Pędrak Lucjan Kudzia Polonia                  | Edward Fender Mieczysław Pawełkiewicz Polonia         | Anton Venier Ewald Walch Austria                      |
| 1965 | Davos                  | Wolfgang Scheidel Michael Köhler Germania Est         | Klaus-Michael Bonsack Thomas Köhler Germania Est      | Horst Hörnlein Rolf Fuchs Germania Est                |
| 1966 | Friedrichroda          | Non disputati                                         | Non disputati                                         | Non disputati                                         |
| 1967 | Hammarstrand           | Klaus-Michael Bonsack Thomas Köhler Germania Est      | Manfred Schmid Ewald Walch Austria                    | Sigisfredo Mair Ernesto Mair Italia                   |
| 1969 | Schönau am Königssee   | Manfred Schmid Ewald Walch Austria                    | Horst Hörnlein Reinhard Bredow Germania Est           | Klaus-Michael Bonsack Michael Köhler Germania Est     |
| 1970 | Schönau am Königssee   | Manfred Schmid Ewald Walch Austria                    | Klaus-Michael Bonsack Michael Köhler Germania Est     | Horst Hörnlein Reinhard Bredow Germania Est           |
| 1971 | Valdaora               | Paul Hildgartner Walter Plaikner Italia               | Manfred Schmid Ewald Walch Austria                    | Horst Hörnlein Reinhard Bredow Germania Est           |
| 1973 | Oberhof                | Horst Hörnlein Reinhard Bredow Germania Est           | Hans Rinn Norbert Hahn Germania Est                   | Paul Hildgartner Walter Plaikner Italia               |
| 1974 | Schönau am Königssee   | Bernd Hahn Ulrich Hahn Germania Est                   | Hans-Henning Schulze Hans-Jürgen Neumann Germania Est | Rudolf Schmid Franz Schachner Austria                 |
| 1975 | Hammarstrand           | Bernd Hahn Ulrich Hahn Germania Est                   | Horst Müller Hans-Jürgen Neumann Germania Est         | Rudolf Schmid Franz Schachner Austria                 |
| 1977 | Igls                   | Hans Rinn Norbert Hahn Germania Est                   | Peter Gschnitzer Karl Brunner Italia                  | Hans Brandner Balthasar Schwarm Germania Ovest        |
| 1978 | Imst                   | Dajnis Bremze Ajgars Krikis Unione Sovietica          | Valerij Jakušin Vladimir Šitov Unione Sovietica       | Hans Rinn Norbert Hahn Germania Est                   |
| 1979 | Schönau am Königssee   | Hans Brandner Balthasar Schwarm Germania Ovest        | Hans Rinn Norbert Hahn Germania Est                   | Anton Winkler Anton Wembacher Germania Ovest          |
| 1981 | Hammarstrand           | Bernd Hahn Ulrich Hahn Germania Est                   | Bernd Oberhoffner Jörg-Dieter Ludwig Germania Est     | Hans Stanggassinger Franz Wembacher Germania Ovest    |
| 1983 | Lake Placid            | Jörg Hoffmann Jochen Pietzsch Germania Est            | Hansjörg Raffl Norbert Huber Italia                   | Hans Stanggassinger Franz Wembacher Germania Ovest    |
| 1985 | Oberhof                | Jörg Hoffmann Jochen Pietzsch Germania Est            | René Keller Lutz Kühnlenz Germania Est                | Vitalij Mel'nik Dmitrij Alekseev Unione Sovietica     |
| 1987 | Igls                   | Jörg Hoffmann Jochen Pietzsch Germania Est            | Stefan Ilsanker Georg Hackl Germania Ovest            | Thomas Schwab Wolfgang Staudinger Germania Ovest      |
| 1989 | Winterberg             | Stefan Krauße Jan Behrendt Germania Est               | Hansjörg Raffl Norbert Huber Italia                   | Jörg Hoffmann Jochen Pietzsch Germania Est            |
| 1990 | Calgary                | Hansjörg Raffl Norbert Huber Italia                   | Kurt Brugger Wilfried Huber Italia                    | Jörg Hoffmann Jochen Pietzsch Germania Est            |
| 1991 | Winterberg             | Stefan Krauße Jan Behrendt Germania                   | Yves Mankel Thomas Rudolph Germania                   | Hansjörg Raffl Norbert Huber Italia                   |
| 1993 | Calgary                | Stefan Krauße Jan Behrendt Germania                   | Hansjörg Raffl Norbert Huber Italia                   | Kurt Brugger Wilfried Huber Italia                    |
| 1995 | Lillehammer            | Stefan Krauße Jan Behrendt Germania                   | Christopher Thorpe Gordon Sheer Stati Uniti           | Kurt Brugger Wilfried Huber Italia                    |
| 1996 | Altenberg              | Markus Schiegl Tobias Schiegl Austria                 | Christopher Thorpe Gordon Sheer Stati Uniti           | Gerhard Plankensteiner Oswald Haselrieder Italia      |
| 1997 | Igls                   | Markus Schiegl Tobias Schiegl Austria                 | Stefan Krauße Jan Behrendt Germania                   | Steffen Skel Steffen Wöller Germania                  |
| 1999 | Schönau am Königssee   | Patric Leitner Alexander Resch Germania               | Markus Schiegl Tobias Schiegl Austria                 | Mark Grimmette Brian Martin Stati Uniti               |
| 2000 | Sankt Moritz           | Patric Leitner Alexander Resch Germania               | Steffen Skel Steffen Wöller Germania                  | Mark Grimmette Brian Martin Stati Uniti               |
| 2001 | Calgary                | André Florschütz Torsten Wustlich Germania            | Steffen Skel Steffen Wöller Germania                  | Markus Schiegl Tobias Schiegl Austria                 |
| 2003 | Sigulda                | Andreas Linger Wolfgang Linger Austria                | Markus Schiegl Tobias Schiegl Austria                 | Patric Leitner Alexander Resch Germania               |
| 2004 | Nagano                 | Patric Leitner Alexander Resch Germania               | André Florschütz Torsten Wustlich Germania            | Mark Grimmette Brian Martin Stati Uniti               |
| 2005 | Park City              | André Florschütz Torsten Wustlich Germania            | Patric Leitner Alexander Resch Germania               | Mark Grimmette Brian Martin Stati Uniti               |
| 2007 | Igls                   | Patric Leitner Alexander Resch Germania               | Markus Schiegl Tobias Schiegl Austria                 | Mark Grimmette Brian Martin Stati Uniti               |
| 2008 | Oberhof                | André Florschütz Torsten Wustlich Germania            | Tobias Wendl Tobias Arlt Germania                     | Markus Schiegl Tobias Schiegl Austria                 |
| 2009 | Lake Placid            | Gerhard Plankensteiner Oswald Haselrieder Italia      | André Florschütz Torsten Wustlich Germania            | Mark Grimmette Brian Martin Stati Uniti               |
| 2011 | Cesana Torinese        | Andreas Linger Wolfgang Linger Austria                | Christian Oberstolz Patrick Gruber Italia             | Andris Šics Juris Šics Lettonia                       |
| 2012 | Altenberg              | Andreas Linger Wolfgang Linger Austria                | Toni Eggert Sascha Benecken Germania                  | Peter Penz Georg Fischler Austria                     |
| 2013 | Whistler               | Tobias Wendl Tobias Arlt Germania                     | Toni Eggert Sascha Benecken Germania                  | Andreas Linger Wolfgang Linger Austria                |
| 2015 | Sigulda                | Tobias Wendl Tobias Arlt Germania                     | Peter Penz Georg Fischler Austria                     | Christian Oberstolz Patrick Gruber Italia             |
| 2016 | Schönau am Königssee   | Tobias Wendl Tobias Arlt Germania                     | Toni Eggert Sascha Benecken Germania                  | Christian Oberstolz Patrick Gruber Italia             |
| 2017 | Igls                   | Toni Eggert Sascha Benecken Germania                  | Tobias Wendl Tobias Arlt Germania                     | Robin Geueke David Gamm Germania                      |
| 2019 | Winterberg             | Toni Eggert Sascha Benecken Germania                  | Tobias Wendl Tobias Arlt Germania                     | Thomas Steu Lorenz Koller Austria                     |
| 2020 | Soči                   | Toni Eggert Sascha Benecken Germania                  | Aleksandr Denis'ev Vladislav Antonov Russia           | Tobias Wendl Tobias Arlt Germania                     |
| 2021 | Schönau am Königssee   | Toni Eggert Sascha Benecken Germania                  | Tobias Wendl Tobias Arlt Germania                     | Andris Šics Juris Šics Lettonia                       |

### Doppio donne
| Anno | Luogo      | Oro                                            | Argento                                        | Bronzo                                        |
| ---- | ---------- | ---------------------------------------------- | ---------------------------------------------- | --------------------------------------------- |
| 2022 | Winterberg | Jessica Degenhardt Cheyenne Rosenthal Germania | Luisa Romanenko Pauline Patz Germania          | Chevonne Forgan Sophia Kirkby Stati Uniti     |
| 2023 | Oberhof    | Jessica Degenhardt Cheyenne Rosenthal Germania | Selina Egle Lara Kipp Austria                  | Andrea Vötter Marion Oberhofer Italia         |
| 2024 | Altenberg  | Selina Egle Lara Kipp Austria                  | Anda Upīte Zane Kaluma Lettonia                | Chevonne Forgan Sophia Kirkby Stati Uniti     |
| 2025 | Whistler   | Selina Egle Lara Kipp Austria                  | Jessica Degenhardt Cheyenne Rosenthal Germania | Dajana Eitberger Magdalena Matschina Germania |

### Doppio uomini
| Anno | Luogo     | Oro                                    | Argento                             | Bronzo                                 |
| ---- | --------- | -------------------------------------- | ----------------------------------- | -------------------------------------- |
| 2023 | Oberhof   | Toni Eggert Sascha Benecken Germania   | Tobias Wendl Tobias Arlt Germania   | Yannick Müller Armin Frauscher Austria |
| 2024 | Altenberg | Juri Gatt Riccardo Schöpf Austria      | Thomas Steu Wolfgang Kindl Austria  | Tobias Wendl Tobias Arlt Germania      |
| 2025 | Whistler  | Hannes Orlamünder Paul Gubitz Germania | Mārtiņš Bots Roberts Plūme Lettonia | Tobias Wendl Tobias Arlt Germania      |

### Sprint singolo donne
| Anno | Luogo                | Oro                           | Argento                       | Bronzo                     |
| ---- | -------------------- | ----------------------------- | ----------------------------- | -------------------------- |
| 2016 | Schönau am Königssee | Martina Kocher Svizzera       | Natalie Geisenberger Germania | Dajana Eitberger Germania  |
| 2017 | Igls                 | Erin Hamlin Stati Uniti       | Martina Kocher Svizzera       | Tatjana Hüfner Germania    |
| 2019 | Winterberg           | Natalie Geisenberger Germania | Julia Taubitz Germania        | Dajana Eitberger Germania  |
| 2020 | Soči                 | Ekaterina Katnikova Russia    | Tat'jana Ivanova Russia       | Elīza Cauce Lettonia       |
| 2021 | Schönau am Königssee | Julia Taubitz Germania        | Anna Berreiter Germania       | Dajana Eitberger Germania  |
| 2023 | Oberhof              | Dajana Eitberger Germania     | Julia Taubitz Germania        | Anna Berreiter Germania    |
| 2024 | Altenberg            | Julia Taubitz Germania        | Natalie Maag Svizzera         | Elīna Ieva Vītola Lettonia |

### Sprint singolo uomini
| Anno | Luogo                | Oro                      | Argento                                        | Bronzo                     |
| ---- | -------------------- | ------------------------ | ---------------------------------------------- | -------------------------- |
| 2016 | Schönau am Königssee | Felix Loch Germania      | Andi Langenhan Germania                        | Ralf Palik Germania        |
| 2017 | Igls                 | Wolfgang Kindl Austria   | Roman Repilov Russia                           | Dominik Fischnaller Italia |
| 2019 | Winterberg           | Jonas Müller Austria     | Felix Loch Germania                            | Semën Pavličenko Russia    |
| 2020 | Soči                 | Roman Repilov Russia     | David Gleirscher Austria                       | Dominik Fischnaller Italia |
| 2021 | Schönau am Königssee | Nico Gleirscher Austria  | Semën Pavličenko Federazione Russa di Slittino | David Gleirscher Austria   |
| 2023 | Oberhof              | Felix Loch Germania      | Jonas Müller Austria                           | Max Langenhan Germania     |
| 2024 | Altenberg            | David Gleirscher Austria | Max Langenhan Germania                         | Kristers Aparjods Lettonia |

### Sprint doppio
| Anno | Luogo                | Oro                                         | Argento                                  | Bronzo                                    |
| ---- | -------------------- | ------------------------------------------- | ---------------------------------------- | ----------------------------------------- |
| 2016 | Schönau am Königssee | Tobias Wendl Tobias Arlt Germania           | Peter Penz Georg Fischler Austria        | Christian Oberstolz Patrick Gruber Italia |
| 2017 | Igls                 | Tobias Wendl Tobias Arlt Germania           | Peter Penz Georg Fischler Austria        | Toni Eggert Sascha Benecken Germania      |
| 2019 | Winterberg           | Toni Eggert Sascha Benecken Germania        | Tobias Wendl Tobias Arlt Germania        | Thomas Steu Lorenz Koller Austria         |
| 2020 | Soči                 | Aleksandr Denis'ev Vladislav Antonov Russia | Emanuel Rieder Simon Kainzwaldner Italia | Tobias Wendl Tobias Arlt Germania         |
| 2021 | Schönau am Königssee | Tobias Wendl Tobias Arlt Germania           | Andris Šics Juris Šics Lettonia          | Toni Eggert Sascha Benecken Germania      |

### Sprint doppio donne
| Anno | Luogo     | Oro                                            | Argento                         | Bronzo                                     |
| ---- | --------- | ---------------------------------------------- | ------------------------------- | ------------------------------------------ |
| 2023 | Oberhof   | Jessica Degenhardt Cheyenne Rosenthal Germania | Selina Egle Lara Kipp Austria   | Andrea Vötter Marion Oberhofer Italia      |
| 2024 | Altenberg | Andrea Vötter Marion Oberhofer Italia          | Anda Upīte Zane Kaluma Lettonia | Marta Robežniece Kitija Bogdanova Lettonia |

### Sprint doppio uomini
| Anno | Luogo     | Oro                                  | Argento                            | Bronzo                                 |
| ---- | --------- | ------------------------------------ | ---------------------------------- | -------------------------------------- |
| 2023 | Oberhof   | Toni Eggert Sascha Benecken Germania | Tobias Wendl Tobias Arlt Germania  | Yannick Müller Armin Frauscher Austria |
| 2024 | Altenberg | Mārtiņš Bots Roberts Plūme Lettonia  | Thomas Steu Wolfgang Kindl Austria | Juri Gatt Riccardo Schöpf Austria      |

### Staffetta mista singolo
| Anno | Luogo    | Oro                                  | Argento                                      | Bronzo                                  |
| ---- | -------- | ------------------------------------ | -------------------------------------------- | --------------------------------------- |
| 2025 | Whistler | Germania Max Langenhan Julia Taubitz | Stati Uniti Jonathan Gustafson Emily Sweeney | Austria David Gleirscher Madeleine Egle |

### Staffetta mista doppio
| Anno | Luogo    | Oro                                                          | Argento                                                                         | Bronzo                                                                      |
| ---- | -------- | ------------------------------------------------------------ | ------------------------------------------------------------------------------- | --------------------------------------------------------------------------- |
| 2025 | Whistler | Austria Thomas Steu / Wolfgang Kindl Selina Egle / Lara Kipp | Germania Hannes Orlamünder / Paul Gubitz Dajana Eitberger / Magdalena Matschina | Germania Tobias Wendl / Tobias Arlt Jessica Degenhardt / Cheyenne Rosenthal |

### Gara a squadre
| Anno | Luogo                | Oro | Argento | Bronzo |
| ---- | -------------------- | --- | --- | --- |
| 1989 | Winterberg           | Italia Norbert Huber Gerhard Plankensteiner Gerda Weissensteiner Veronika Oberhuber Hansjörg Raffl / Norbert Huber | Germania Est Jens Müller René Friedl Susi Erdmann Ute Oberhoffner Stefan Krauße / Jan Behrendt             | Unione Sovietica Sergej Danilin Jurij Charčenko Julija Antipova Irina Kusakina Evgenij Belousov / Aleksandr Beljakov    |
| 1990 | Calgary              | Germania Est Jens Müller Thomas Jacob Gabriele Kohlisch Susi Erdmann Jörg Hoffmann / Jochen Pietzsch               | Italia Arnold Huber Norbert Huber Nadia Prinoth Gerda Weissensteiner Hansjörg Raffl / Norbert Huber        | Unione Sovietica Sergej Danilin Andrej Ročilov Julija Antipova Natalija Jakušenko Igor' Lobanov / Gennadij Beljakov     |
| 1991 | Winterberg           | Germania Georg Hackl Jens Müller Gabriele Kohlisch Susi Erdmann Stefan Krauße / Jan Behrendt                       | Austria Robert Manzenreiter Markus Prock Doris Neuner Andrea Tagwerker Gerhard Gleirscher / Markus Schmidt | Italia Arnold Huber Gerhard Plankensteiner Natalie Obkircher Gerda Weissensteiner Hansjörg Raffl / Norbert Huber        |
| 1993 | Calgary              | Germania Georg Hackl René Friedl Gabriele Kohlisch Susi Erdmann Stefan Krauße / Jan Behrendt                       | Austria Robert Manzenreiter Markus Prock Angelika Neuner Doris Neuner Tobias Schiegl / Markus Schiegl      | Italia Norbert Huber Wilfried Huber Natalie Obkircher Gerda Weissensteiner Hansjörg Raffl / Norbert Huber               |
| 1995 | Lillehammer          | Germania Georg Hackl Jens Müller Gabriele Kohlisch Susi Erdmann Stefan Krauße / Jan Behrendt                       | Italia Norbert Huber Armin Zöggeler Natalie Obkircher Gerda Weissensteiner Kurt Brugger / Wilfried Huber   | Austria Markus Kleinheinz Markus Prock Angelika Neuner Doris Neuner Tobias Schiegl / Markus Schiegl                     |
| 1996 | Altenberg            | Austria Markus Prock Markus Schmidt Angelika Neuner Andrea Tagwerker Tobias Schiegl / Markus Schiegl               | Germania Georg Hackl Jens Müller Jana Bode Gabriele Kohlisch Stefan Krauße / Jan Behrendt                  | Italia Norbert Huber Armin Zöggeler Natalie Obkircher Gerda Weissensteiner Gerhard Plankensteiner / Oswald Haselrieder  |
| 1997 | Igls                 | Austria Markus Prock Gerhard Gleirscher Angelika Neuner Andrea Tagwerker Tobias Schiegl / Markus Schiegl           | Germania Georg Hackl Jens Müller Silke Kraushaar Sylke Otto Stefan Krauße / Jan Behrendt                   | Italia Wilfried Huber Armin Zöggeler Natalie Obkircher Gerda Weissensteiner Gerhard Plankensteiner / Oswald Haselrieder |
| 1999 | Schönau am Königssee | Austria 1 Markus Prock Andrea Tagwerker Tobias Schiegl / Markus Schiegl                                            | Germania 1 Robert Fegg Silke Kraushaar André Florschütz / Torsten Wustlich                                 | Germania 2 Georg Hackl Sylke Otto Patric Leitner / Alexander Resch                                                      |
| 2000 | Sankt Moritz         | Germania 2 Georg Hackl Silke Kraushaar Steffen Skel / Steffen Wöller                                               | Germania 1 Jens Müller Sylke Otto Patric Leitner / Alexander Resch                                         | Austria 1 Markus Prock Angelika Neuner Tobias Schiegl / Markus Schiegl                                                  |
| 2001 | Calgary              | Germania 1 Georg Hackl Silke Kraushaar Patric Leitner / Alexander Resch                                            | Germania 2 Karsten Albert Sylke Otto Steffen Skel / Steffen Wöller                                         | Stati Uniti 1 Tony Benshoof Rebecca Wilczak Mark Grimmette / Brian Martin                                               |
| 2003 | Sigulda              | Germania Georg Hackl Sylke Otto Patric Leitner / Alexander Resch                                                   | Lettonia Mārtiņš Rubenis Anna Orlova Zigmars Berkolds / Sandris Bērziņš                                    | Austria Rainer Margreiter Sonja Manzenreiter Andreas Linger / Wolfgang Linger                                           |
| 2004 | Nagano               | Germania David Möller Barbara Niedernhuber Patric Leitner / Alexander Resch                                        | Stati Uniti Tony Benshoof Ashley Hayden Mark Grimmette / Brian Martin                                      | Italia Armin Zöggeler Anastasija Oberstolz-Antonova Christian Oberstolz / Patrick Gruber                                |
| 2005 | Park City            | Germania Georg Hackl Sylke Otto André Florschütz / Torsten Wustlich                                                | Stati Uniti Tony Benshoof Ashley Hayden Mark Grimmette / Brian Martin                                      | Italia Armin Zöggeler Anastasija Oberstolz-Antonova Christian Oberstolz / Patrick Gruber                                |
| 2007 | Igls                 | Germania David Möller Silke Kraushaar-Pielach Patric Leitner / Alexander Resch                                     | Italia Armin Zöggeler Sandra Gasparini Christian Oberstolz / Patrick Gruber                                | Austria Daniel Pfister Nina Reithmayer Peter Penz / Georg Fischler                                                      |
| 2008 | Oberhof              | Germania Tatjana Hüfner André Florschütz / Torsten Wustlich Felix Loch                                             | Austria Nina Reithmayer Tobias Schiegl / Markus Schiegl Martin Abentung                                    | Lettonia Maija Tīruma Andris Šics / Juris Šics Guntis Rēķis                                                             |
| 2009 | Lake Placid          | Germania Felix Loch Natalie Geisenberger André Florschütz / Torsten Wustlich                                       | Austria Daniel Pfister Nina Reithmayer Peter Penz / Georg Fischler                                         | Lettonia Guntis Rēķis Maija Tīruma Andris Šics / Juris Šics                                                             |
| 2011 | Cesana Torinese      | Gara annullata per problemi tecnici                                                                                | Gara annullata per problemi tecnici                                                                        | Gara annullata per problemi tecnici                                                                                     |
| 2012 | Altenberg            | Germania Tatjana Hüfner Felix Loch Toni Eggert / Sascha Benecken                                                   | Russia Tat'jana Ivanova Al'bert Demčenko Vladislav Južakov / Vladimir Machnutin                            | Canada Alex Gough Samuel Edney Tristan Walker / Justin Snith                                                            |
| 2013 | Whistler             | Germania Natalie Geisenberger Felix Loch Tobias Wendl / Tobias Arlt                                                | Canada Alex Gough Samuel Edney Tristan Walker / Justin Snith                                               | Lettonia Elīza Tīruma Inārs Kivlenieks Andris Šics / Juris Šics                                                         |
| 2015 | Sigulda              | Germania Natalie Geisenberger Felix Loch Tobias Wendl / Tobias Arlt                                                | Russia Tat'jana Ivanova Semën Pavličenko Andrej Bogdanov / Andrej Medvedev                                 | Canada Alex Gough Samuel Edney Tristan Walker / Justin Snith                                                            |
| 2016 | Schönau am Königssee | Germania Natalie Geisenberger Felix Loch Tobias Wendl / Tobias Arlt                                                | Lettonia Elīza Cauce Inārs Kivlenieks Andris Šics / Juris Šics                                             | Canada Alex Gough Mitchel Malyk Tristan Walker / Justin Snith                                                           |
| 2017 | Igls                 | Germania Tatjana Hüfner Johannes Ludwig Toni Eggert / Sascha Benecken                                              | Stati Uniti Erin Hamlin Tucker West Matt Mortensen / Jayson Terdiman                                       | Russia Tat'jana Ivanova Roman Repilov Aleksandr Denis'ev / Vladislav Antonov                                            |
| 2019 | Winterberg           | Russia Tat'jana Ivanova Semën Pavličenko Vladislav Južakov / Jurij Prochorov                                       | Austria Hannah Prock Reinhard Egger Thomas Steu / Lorenz Koller                                            | Germania Natalie Geisenberger Felix Loch Toni Eggert / Sascha Benecken                                                  |
| 2020 | Soči                 | Germania Julia Taubitz Johannes Ludwig Toni Eggert / Sascha Benecken                                               | Lettonia Kendija Aparjode Kristers Aparjods Andris Šics / Juris Šics                                       | Stati Uniti Summer Britcher Tucker West Christopher Mazdzer / Jayson Terdiman                                           |
| 2021 | Schönau am Königssee | Austria Madeleine Egle David Gleirscher Thomas Steu / Lorenz Koller                                                | Germania Julia Taubitz Felix Loch Toni Eggert / Sascha Benecken                                            | Lettonia Kendija Aparjode Artūrs Dārznieks Andris Šics / Juris Šics                                                     |
| 2023 | Oberhof              | Germania Anna Berreiter Max Langenhan Toni Eggert / Sascha Benecken                                                | Austria Madeleine Egle Jonas Müller Yannick Müller / Armin Frauscher                                       | Lettonia Kendija Aparjode Kristers Aparjods Mārtiņš Bots / Roberts Plūme                                                |
| 2024 | Altenberg            | Germania Julia Taubitz Tobias Wendl / Tobias Arlt Max Langenhan Dajana Eitberger / Saskia Schirmer                 | Stati Uniti Summer Britcher Dana Kellogg / Frank Ike Tucker West Chevonne Forgan / Sophia Kirkby           | Lettonia Elīna Ieva Vītola Mārtiņš Bots / Roberts Plūme Kristers Aparjods Anda Upīte / Zane Kaluma                      |
| 2025 | Whistler             | Germania Julia Taubitz Hannes Orlamünder / Paul Gubitz Max Langenhan Jessica Degenhardt / Cheyenne Rosenthal       | Austria Madeleine Egle Thomas Steu / Wolfgang Kindl Nico Gleirscher Selina Egle / Lara Kipp                | Canada Embyr-Lee Susko Devin Wardrope / Cole Zajanski Theo Downey Beattie Podulsky / Kailey Allan                       |

## Medagliere
Aggiornato all'edizione 2025.
| Pos.   | Paese                         | Oro | Argento | Bronzo | Totale |
| ------ | ----------------------------- | --- | ------- | ------ | ------ |
| 1      | Germania                      | 88  | 71      | 41     | 200    |
| 2      | Germania Est                  | 35  | 27      | 23     | 85     |
| 3      | Austria                       | 32  | 39      | 47     | 118    |
| 4      | Italia                        | 17  | 18      | 33     | 68     |
| 5      | Germania Ovest                | 12  | 12      | 14     | 38     |
| 6      | Russia                        | 7   | 9       | 5      | 21     |
| 7      | Polonia                       | 5   | 6       | 5      | 16     |
| 8      | Stati Uniti                   | 3   | 8       | 12     | 23     |
| 9      | Unione Sovietica              | 3   | 4       | 5      | 12     |
| 10     | Svizzera                      | 2   | 4       | 0      | 6      |
| 11     | Lettonia                      | 1   | 8       | 13     | 22     |
| 12     | Canada                        | 1   | 1       | 7      | 9      |
| 13     | Federazione Russa di Slittino | 1   | 1       | 0      | 2      |
| 14     | Norvegia                      | 1   | 0       | 0      | 1      |
| 15     | Cecoslovacchia                | 0   | 0       | 2      | 2      |
| 16     | Ucraina                       | 0   | 0       | 1      | 1      |
| Totale | Totale                        | 208 | 208     | 208    | 624    |